# 第2師団 (チリ陸軍)
第2師団（だいにしだん、II División）は、チリ陸軍の師団の一つ。師団の名称がついているが実質は軍管区に相当する。首都州サンティアゴ・デ・チレに司令部を置き、コキンボ州、バルパライソ州、リベルタドール・ベルナルド・オイギンス州及び首都州の防衛警備を担当する。

## 部隊編成
- 師団司令部
- 第3増強連隊「トパテール」（サンティアゴ）
  - 第18山岳歩兵大隊「ユンガイ」
  - 第2砲兵群「アリカ」
  - 第2山岳工兵中隊「プエンタ・アルト」
- 第1歩兵連隊（大隊規模）「ブイン」（サンティアゴ）
- 第2歩兵連隊（大隊規模）「マイポ」 （バルパライソ）
- 第16歩兵連隊（大隊規模）「テルカ」 （テルカ）
- 第19歩兵連隊（大隊規模）「サン・フェルナルド」 （コルチャグア）
- 第21歩兵連隊（大隊規模）「コキンボ」 （ラ・セレナ）